# Vodní stráž
Vodní stráž (také Československá vodní stráž) byla složka veřejné stráže v letech 1974 až 2002, jejíž členové byli považování za veřejné činitele při úkolech ochrany vod a vodních toků. Členy byli většinou pracovníci podniků povodí, úpraven vody či hrázní.

## Vznik
Vodní stráž byla poprvé zmíněna v § 23 zákona č. 130/1974 Sb., o státní správě ve vodním hospodářství, avšak dle prováděcího předpisu vznikla 17. května 1976 (s účinností od 1. 1. 1977) vyhláškou MLVH ČSSR 99/1976 Sb. Jejím cílem byla ochrana vod, vodních toků a vodohospodářských děl.

## Pravomoci a fungování
Stráž byla ustanovována na základě žádosti majitelů a správců vodních děl a toků, případně místních organizací okresními národními výbory, v Praze pak NV hl. m. Prahy. Členem se mohla stát pouze osoba starší 21 let, oddaná socialistickému společenskému zřízení, osoba bezúhonná, tělesně i duševně způsobilá k výkonu této funkce, požívající všeobecné vážnosti a důvěry, která zná povinnosti a práva vodní stráže a složila předepsaný slib. Člen stráže při uvedení do služby získal osvědčení a služební odznak. MLVH mohlo pro vodní stráž zavést stejnokroj; jsou informace o zelených uniformách s modrými výložkami a vlnkou ve znaku.
Mezi pravomoci stráže patřilo především hlídání dodržování nařízení a vyzývání k nápravě (typicky zákaz vstupu do ochranných pásem vodních zdrojů), zadržování a ztotožňování osob a ukládání blokových pokut do 100 Kčs (v roce 1977). Měla pravomoc vstupovat na cizí pozemky a požadovat součinnost od bezpečnostních složek (SNB, resp. PČR nebo obecní policie). Neměla však právo na použití zbraně.
V roce 1978, tedy při vzniku vodní stráže, bylo v Povodí Odry jmenováno 55 pracovníků do strážní funkce; další rok přibylo dalších 38 pracovníků. K 31. prosinci 1982 tak evidovalo Povodí Odry 115 svých pracovníků, kteří jsou členy vodní stráže, kteří za tři roky (1980 až 1982) provedli 1374 zásahů a udělili pokuty za 8 500 Kčs. V okresu Sokolov měla v roce 1985 okresní vodní stráž na 30 členů.
Po celou dobu existence ale stráž bojovala s neznalostí své existence ze strany obyvatel.

### Služební odznak vodní stráže ČSSR
Služební odznak byl kovový ve tvaru elipsy, v jejímž středu byl umístěn státní znak ČSSR. Výška státního znaku je 5 cm a šířka 3,7 cm. V horní části obvodového pásu odznaku byl nápis VODNÍ STRÁŽ, ve spodní části odznaku vyražené číslo.

### Slib člena vodní stráže
Slib dle vyhlášky 99/1976 Sb.: "Slibuji, že jako vodní stráž budu chránit zájmy Československé socialistické republiky a že budu s největší péčí vykonávat ve stanoveném rozsahu ochranu vod, vodních toků, popřípadě vodohospodářských děl, že při své činnosti budu dodržovat právní předpisy a že nepřekročím oprávnění vodní stráži příslušející."
Slib dle zákona 130/1974 Sb. ve znění od 1. ledna 2001: "Slibuji, že jako vodní stráž budu s největší pečlivostí a svědomitostí plnit povinnosti při výkonu ochrany vod, vodních toků a ochrany vodohospodářských děl, že budu při výkonu této činnosti dodržovat právní předpisy a nepřekročím oprávnění příslušející vodní stráži."

## Zánik
Zatímco pro ostatní veřejné stráže byly v roce 2000 nebo 2001 vydány nové vyhlášky, vodní stráže se to netýkalo. Existence vodní stráže byla ukončena v souvislosti s účinností zákona č. 254/2001 Sb. Zákon o vodách, a to od 1. 1. 2002.